# Forêts du parc naturel régional des Vosges du Nord
 (mars 2021).
Si vous disposez d'ouvrages ou d'articles de référence ou si vous connaissez des sites web de qualité traitant du thème abordé ici, merci de compléter l'article en donnant les références utiles à sa vérifiabilité et en les liant à la section « Notes et références ».
Le Parc naturel régional des Vosges du Nord est situé à cheval sur les départements du Bas-Rhin et de la Moselle. Il se compose de plusieurs milieux forestiers.

## Le hêtre

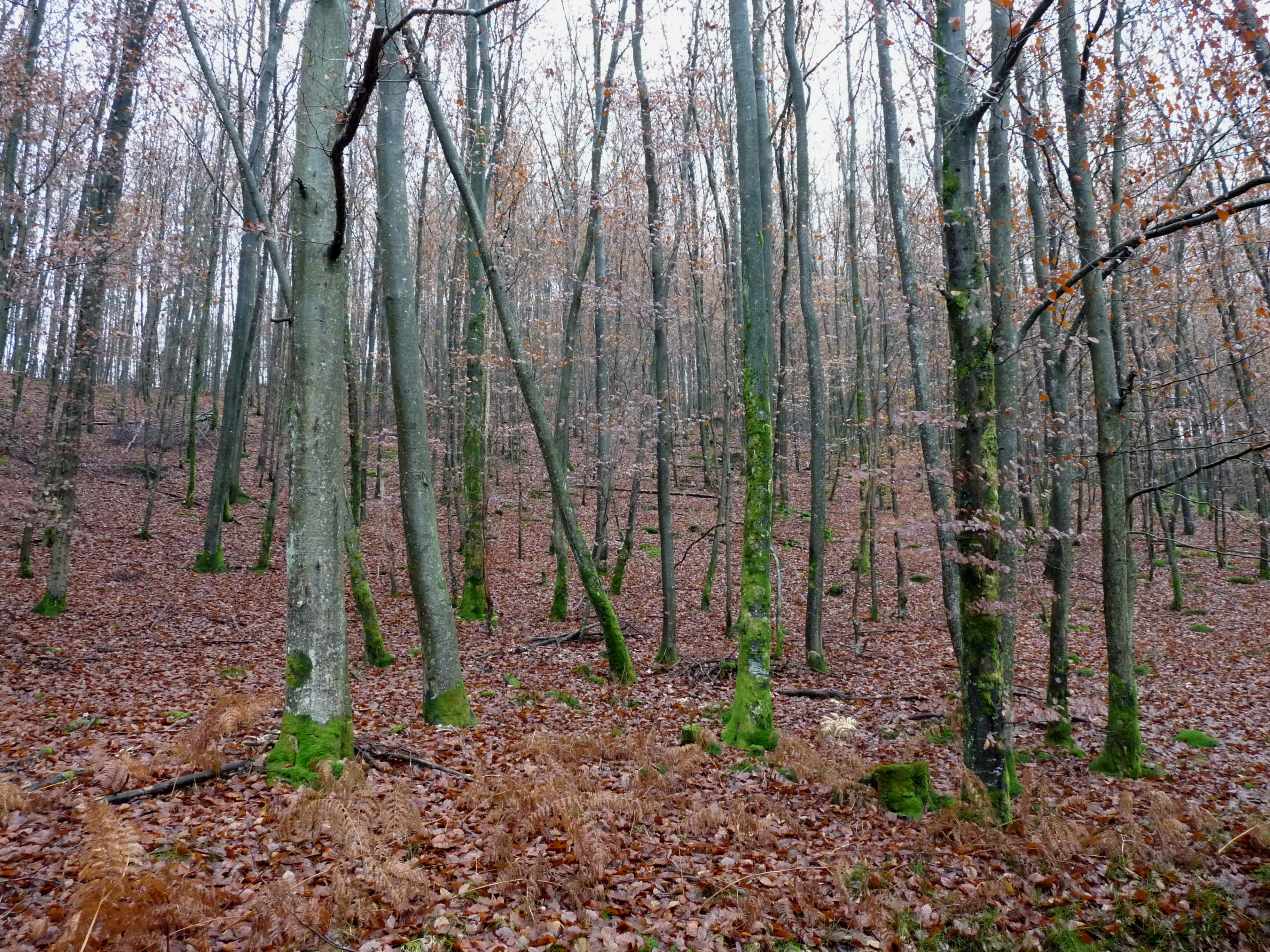
Hêtre dans la forêt domaniale de la Petite-Pierre Sud

La hêtre acidiphile constitue la forêt climacique. C’est-à-dire la forêt qui, naturellement, se développe sur le type de sol dominant (grès vosgien) et dans les conditions climatiques de la Réserve de Biosphère Transfrontalière des Vosges du Nord-Pfälzerwald.
Une espèce végétale de la hêtraie acidiphile est caractéristique. Il s'agit d'une plante de la famille des joncs, la luzule blanchâtre. Elle doit son nom à la couleur de son inflorescence. La luzule a des poils blancs sur la marge de ses feuilles.
Parmi les autres plantes on trouve l'oxalis petite oseille (Oxalis acetosela), l'aspérule odorante, le polytric élégant (une mousse) mais aussi le maïanthème à deux feuilles et de nombreuses fougères. 
Les oiseaux caractéristiques sont le pic noir (Dryocopus martius), le pigeon colombin (Columba oenas) et la chouette de Tengmalm. Ces espèces sont liées aux vieux arbres car elles nichent dans des cavités.
Dans la hêtraie comme dans d'autres types de forêt, vivent des mammifères : cerf, chevreuil, sanglier, renard, blaireau européen, chat sauvage (Felis silvestris'), loir.
Le lynx (Lynx lynx), très rare, fréquente l'ensemble des forêts de la Réserve Transfrontalière. 		
La campanule de Baumgart, espèce des lisières, endémique des Vosges du Nord et du Palatinat.

## Les chênaies
Les chênaies naturelles se développent dans les cuvettes gréseuses du Pays de Bitche où le sol pauvre est plus sablonneux. Deux types de chêne existent dans la réserve de biosphère transfrontalière : le chêne sessile (Quercus petraea) sur les sols secs et le chêne pédonculé (Quercus robursur) sur les sols humides.
Les espèces végétales que l'on rencontre le plus fréquemment sont : le sorbier des oiseleurs (Sorbus aucuparia L.), la germandrée scorodoine, le mélampyre des prés (Melanpyrum pratense),la canche flexueuse (une graminée), la fougère aigle, la callune (Calluna vulgaris) ou fausse bruyère ainsi que la myrtille commune (Vaccinium myrtillus).
Parmi la faune : deux espèces caractéristiques, le pic mar (Drendocopos medius) et le lucane cerf-volant (Lucanus cervus), un insecte, mais aussi certaines chauves-souris comme le Vespertillon de Bechstein (Myotis bechsteini) et l'oreillard roux.

## Les aulnaies
Les aulnaies se développent naturellement sur les alluvions en bordure des ruisseaux. En amont des vallées, on trouve des aulnaies sur sphaignes (mousses des lieux très humides et acides) alors que plus en aval on peut rencontrer des aulnaies-frênaies, forêts alluviales.
Dans ces forêts marécageuses poussent certaines plantes remarquables comme la Calla des marais (Calla palustris), la fougère des marais, la prêle d'hiver (Equisetum hyemale) et de nombreuses espèces de laîches.
Au niveau de certaines sources du grès vosgien, une fougère atlantique se développe, l'osmonde royale (Osmunda regalis) et la salamandre tachetée (Salamandra salamandra).	
Une espèce plus répandue macule le fond de vallée de jaune, le populage des marais (Caltha palustris).

## La pinède sur tourbe
La pinède sur tourbe, que l'on trouve uniquement dans le pays de Bitche, est un milieu relictuel de la période post glaciaire. Le pin sylvestre (Pinus sylvestris) y est présent sous forme d'un écotype remarquable appelé pin de Hanau.
Ce milieu à caractère nettement continental est unique en France. Son aire naturelle se trouve dans les pays de l'Est (Pologne, Biélorussie). Ce milieu correspond au stade d'évolution terminal des tourbières à sphaignes (Sphagnum sp.).
L'espèce caractéristique de son sous-bois est la myrtille des marais (Vaccinium uliginosum).
On y trouve également le bouleau pubescent, la bourdaine (Frangula dodonei ou Frangula alnus) et des sphaignes entre autres mousses.
Les espèces animales remarquables sont le gobemouche noir (Ficedula hypoleuca) et la martre des pins (Martes martes). C'est dans ce milieu que vivait, il y a encore 50 ans, le Grand Tétras.

## Autres milieux forestiers
De manière beaucoup plus ponctuelle, on rencontre des forêts de ravin (frênaie-érablaie) à la base de certaines barres rocheuses de conglomérat. Par ailleurs, dans l'extrême sud des Vosges du Nord, le sapin pectiné (Abies alba) accompagne le hêtre. Il atteint là sa limite septentrionale de répartition vosgienne.
Depuis plusieurs siècles, l'homme a modifié les forêts naturelles en privilégiant la culture de certaines espèces (le pin sylvestre (Pinus silvestris) par exemple) et en introduisant des espèces exotiques. Certaines sont européennes : l'épicéa (Picea abies), le mélèze d'Europe (Larix decidua), d'autres nord-américaines : le sapin Douglas (Pseudotsuga menziesii), le pin Weymouth (Pinus strobus) et le chêne rouge. L'homme a fortement enrésiné les forêts de la Réserve Transfrontalière, initialement feuillues.